# Скаді (гора)
Скаді (лат. Skadi Mons) — гора на Венері в Гірському масиві Максвелла, в центрі Землі Іштар. Це найвища точка планети з висотою близько 10 700 метрів над середнім планетарним радіусом. Згідно інших даних 11 520 метрів.

## Опис
Гірський масив Максвелла різко піднімається над східним кінцем високого Плато Лакшмі, на високогірній території континенту, відомій як Земля Іштар. 
Про існування цього гірського регіону вперше припустили дослідивши радіолокаційні знімки Венери в 1967 році радіотелескопу Аресібо в Пуерто-Рико. Дані, зібрані в ході програми Радянського Союзу "Венера" та американської місії "Піонер-12", припускали, що вершини Максвелла Монтеса були не більше 10 700 м, але це пізніше було переглянуто після більш детального радіолокаційного сканування поверхні планети. Космічний корабель "Магеллан" (який робив карту планети з орбіти між 1990 і 1994 рр.).

## Назва
Названа в честь скандинавського велетня Скаді (також відомою як Скарі або Скаті), яка асоціювалася з горами, зимою та полюванням.